# 5309 MacPherson
5309 MacPherson è un asteroide della fascia principale. Scoperto nel 1981, presenta un'orbita caratterizzata da un semiasse maggiore pari a 2,2523788 UA e da un'eccentricità di 0,2337693, inclinata di 4,04109° rispetto all'eclittica.